# CONCACAF League 2022
De CONCACAF League 2022 was de 6e en laatste editie van de CONCACAF League, een jaarlijks voetbaltoernooi voor clubs uit Centraal-Amerika en de Caraïben, georganiseerd door de CONCACAF. Het toernooi vindt plaats van 26 juli 2022 tot en met 1 november 2022 . De winnaar en de vijf best geklasseerde teams plaatsten zich voor de CONCACAF Champions League 2023.
Comunicaciones zijn de titelhouders.

## Kwartfinale
| Team 1      | Tot.         | Team 2      | 1e wedstr. | 2e wedstr. |
| ----------- | ------------ | ----------- | ---------- | ---------- |
| Motagua     | 0-0 (5-4 np) | Tauro       | 0-0        | 0-0        |
| Diriangén   | 1-7          | Olimpia     | 0-4        | 1-3        |
| Real España | 4-2          | Herediano   | 3-1        | 1-1        |
| Alianza     | 0-3          | Alajuelense | 0-1        | 0-2        |

## Halve finale
| Team 1      | Tot. | Team 2      | 1e wedstr. | 2e wedstr. |
| ----------- | ---- | ----------- | ---------- | ---------- |
| Motagua     | 0-1  | Olimpia     | 0-0        | 0-1        |
| Real España | 2-5  | Alajuelense | 0-3        | 2-2        |

## Finale
| Team 1  | Tot. | Team 2      | 1e wedstr. | 2e wedstr. |
| ------- | ---- | ----------- | ---------- | ---------- |
| Olimpia | 5-4  | Alajuelense | 3-2        | 2-2        |